# Weston W. Adams
Weston W. Adams (* 9. August 1904 in Springfield, Massachusetts; † 19. März 1973) war der Sohn von Charles Adams und lange Präsident und Vorstandsvorsitzender der Boston Bruins.
Nachdem er an der Harvard University studiert hatte und dort für deren Eishockeyteam als Torwart aktiv gewesen war, wurde er 1932 Präsident der Boston Tigers in der Canadian-American Hockey League und 1936 übernahm er die Boston Bruins in der National Hockey League von seinem Vater Charles Adams. Während seiner Zeit bei den Bruins, beendete das Team die NHL von 1937/38 bis 1940/41 immer an Platz eins und gewann den Stanley Cup 1939 und 1941. Als der Zweite Weltkrieg begann, trat er der Armee als Marinekommandant bei.
Nach dem Krieg war Adams zuerst Talentscout in Nordamerika und wurde 1956 Vorstandsvorsitzender der Bruins. Von 1964 bis 1969 war er Präsident und in dieser Zeit wurden Spieler wie Bobby Orr, Wayne Cashman, Dallas Smith, Don Awrey, Don Marcotte, Derek Sanderson und Ed Westfall für das Team gedraftet. Er entwickelte das Konzept des Sechsten Angreifers (hier wird der Torwart zugunsten eines sechsten Feldspielers herausgenommen) und sicherte die wichtigen Verbindungen zwischen den Boston Braves (AHL) und den Bruins, da die Braves durch die Vergrößerung der NHL viele Spieler an die Bruins verloren hatten.
Adams trat 1970 als Präsident zurück und übergab das Amt an seinen Sohn Weston Adams junior. Er wurde 1972 mit der Aufnahme in die Hockey Hall of Fame geehrt.